# Окупація: Місія «Дощ»
Окупація: Місія «Дощ» — австралійський фантастичний бойовик 2020 року. Режисер та сценарист Люк Спарк; продюсер Білл Бромілі. Світова прем'єра відбулася 30 грудня 2020 року; прем'єра в Україні — 8 липня 2021-го.

## Зміст
Через 2 роки після атаки на Сідней, прибульці продовжували вбивати тих, що залишилися в живих.
Ті, хто вижив, із останніх сил намагалися відбити столицю Австралії. Одначе зазнали невдачі, проте їм вдалося захопити важливі дані: завдання прибульців — відшукати проєкт «Дощ».
Солдат Сіммонс і його друг-прибулець Гаррі вирушають на пошуки загадкового «Дощу».
«Місія „Дощ“» є продовженням фільму «Окупація» (2018).

## Знімались
- Ден Евінг
- Темуера Моррісон
- Деніел Гілліс
- Лоуренс Макор
- Марк Коулс Сміт
- Кен Джонг
- Джейсон Айзекс
- Дена Каплан
- Вінс Колосімо